# Lithiumaluminaat
Lithiumaluminaat is een anorganische verbinding van lithium, aluminium en zuurstof, met als brutoformule LiAlO2. De stof komt voor als een wit kristallijn poeder, dat onoplosbaar is in water.

## Toepassingen
Lithiumaluminaat wordt hoofdzakelijk gebruikt in de micro-elektronica en de nucleaire technologie. Verder wordt het gebruikt als inert ondersteunend materiaal voor elektrolyten in gesmolten carbonaat-brandstofcellen. Hierbij bestaat dit elektrolyt uit een mengsel van lithiumcarbonaat, natriumcarbonaat en kaliumcarbonaat.